# Língua neerlandesa
A língua neerlandesa (de Nederlandse taal) ou o neerlandês (Nederlandsⓘ), mais conhecida como língua holandesa ou simplesmente holandês, é uma língua indo-europeia do ramo ocidental da família germânica. É falada por cerca de 25 milhões de pessoas nos Países Baixos (em linguagem corrente designada como Holanda), no norte da Bélgica, no Suriname, em Aruba, em Curaçau, em São Martinho, nos Países Baixos Caribenhos e também por certos grupos no extremo litoral nordeste da França e na Indonésia.
A língua neerlandesa é popularmente denominada "língua holandesa", mas tecnicamente o holandês é um dialeto do neerlandês, falado na região chamada Holanda, que hoje é constituída por duas províncias dos Países Baixos. Contudo, ambas as formas estão corretas. As variações do neerlandês faladas na Bélgica são comumente denominadas flamengo.

## História
O neerlandês procede do baixo frâncico antigo (cerca de 400-1100), língua associada aos povos que do séculos IV ao IX viviam nos territórios  atualmente ocupados pelos Países Baixos, pela Bélgica, pelo norte da França e pelo extremo noroeste da Alemanha, excetuando-se os  frisões e saxões no norte e no leste dos Países Baixos e no noroeste da Alemanha. O baixo frâncico ou francônio também é conhecido como neerlandês antigo. O período crucial do contato entre falantes germânicos do Mar do Norte e os procedentes do sul ou francônios ocorreu entre os séculos VII e VIII e foi o resultado da expansão merovíngia e carolíngia até as regiões germânicas da costa ocidental do Mar do Norte. Há pouquíssimos registros diretos desta língua, umas partes dos Salmos e poucas palavras e frases, ao contrário de sua sucessora, o neerlandês médio (cerca de 1100-1500), especialmente a partir do século XII e nos dialetos ocidental (flamengo) e central (brabanção), ambos representantes das zonas meridionais mais prósperas, sendo do primeiro os textos mais numerosos.
O predomínio cultural e econômico das cidades flamengas foi especialmente grande durante o período do neerlandês médio e as influências linguísticas de Flandres podem ser apreciadas em documentos originários de outras regiões. No século XV as cidades do Brabante começam a superar as cidades flamengas em importância, predomínio que no século XVI se desloca para Amsterdã e outras cidades dos Países Baixos/Holanda, como consequência de sua independência do domínio espanhol. Durante o século XVII se cria uma variante genuinamente normativa que na língua escrita retém fortes influências de Flandres e do Brabante. Sob o domínio estrangeiro a língua perdeu espaço nas províncias meridionais e nos séculos XVIII e XIX foi relegada à condição de língua rústica, sendo o francês a língua normativa, mas esta situação foi corrigida pela ação política durante o século XX.
O neerlandês normativo é uma variedade do neerlandês moderno (a partir de 1600) baseado principalmente no dialeto de Amsterdã(o), já que esta cidade se converteu na capital do país independente.
A língua foi e é conhecida sob vários nomes; por exemplo, na Idade Média era chamada diets(ch) ou duits(ch), de onde deriva seu nome em inglês (dutch); no Renascimento era conhecida como nederduits(ch), literalmente baixo alemão, o que reflectia a sua estreita ligação com os falares do norte da Alemanha, e marcava a diferença com o "alto  alemão", falado na parte sul da Alemanha e que ia tornar-se a língua oficial deste país. Quando as províncias se uniram para formar o país, a designação da língua passou para "Nederlands" - um exemplo de como a designação da língua segue a constituição de um país. Convém salientar que o nederlands como língua estandardizada e oficial coexiste com uma série de dialectos, como o hollands (holandês) falado nas províncias do mesmo nome, o vlaams (flamengo) falado em pouco mais da metade da Bélgica, ou o "limburgs" falado na Província de Limburg, no extremo sudeste do País. Convém salientar que o frisónico, falado nalgumas ilhas junto da costa norte dos Países Baixos e da Alemanha adjacente não é um dialecto do neerlandês, mas uma língua própria, aparentada ao antigo inglês.

## Dados
A língua neerlandesa é a língua oficial dos Países Baixos (nederlands), onde é a língua nativa da maior parte dos 14 000 000 de habitantes, com exceção de cerca de 300 000 frisões e de diversas minorias étnicas. É também uma das línguas oficiais da Bélgica, sendo a língua materna da comunidade flamenga, que conta com cerca de 6 000 000 de falantes.

## Distribuição geográfica
A língua neerlandesa é falada majoritariamente nos Países Baixos e na Bélgica (sessenta por cento da população) num total de cerca de 23 000 000 de falantes nos dois países. Estimam-se, ainda, mais 19 000 000 de falantes nos Países Baixos Caribenhos, em Aruba, em Curaçau, em São Martinho, no Suriname e minorias na África do Sul, na Indonésia, na Alemanha e na França.
Outras nações que também tiveram um significativo império colonial, como Reino Unido, Espanha, Portugal e França, expandiram suas línguas nacionais pelas suas colônias, colocando o inglês, o espanhol, o português e o francês entre as dez línguas mais faladas do mundo. Porém os Países Baixos não lograram colocar seu idioma entre os mais falados, mesmo tendo possuído significativos domínios coloniais. Hoje, a língua é oficial, mas não a única, nos territórios ultramarinos do país: os caribenhos Aruba, Curaçau e, São Martinho e Países Baixos Caribenhos. É também oficial no Suriname, que, junto com a hoje Guiana (cedida aos ingleses em 1831), foi colônia neerlandesa na América do Sul. Também houve um curto domínio neerlandês na Região Nordeste do Brasil em meados do século XVII.
Na África, mais precisamente na hoje África do Sul, os Boers (colonos neerlandeses) se fizeram presentes desde o século XVII, com maior presença mais para o final do século XIX no Transvaal, na  Colônia do Cabo, em Natal (hoje Cuazulo-Natal) e no Estado Livre de Orange. Hoje, poucos são os falantes de neerlandês no país, embora o idioma dele derivado, o africâner, tenha, no país, 16 000 000 de falantes.
A presença belga na África Central deixou, como idioma, o francês, sem traços significativos da língua mais falada na Bélgica, o neerlandês flamengo (59 por cento, contra quarenta por cento de falantes de francês e um por cento de falantes de alemão). É o caso das hoje nações Ruanda, Burundi e República Democrática do Congo.
Na Ásia e no norte da Oceania (Papua-Nova Guiné), houve longo e significativo domínio neerlandês quando da colonização da hoje Indonésia durante quase 350 anos, do Sri Lanka e de partes do sul da Índia por cerca de 150 anos. Porém, a metrópole jamais quis impor a língua neerlandesa nesses territórios, visando a não desestabilizar sua presença na região, ficando assim poucos traços do idioma na Indonésia, exceto por alguma influência em cerca de vinte por cento do vocabulário da língua indonésia atual.

## Dialetos
Ainda que a difusão geográfica do neerlandês seja limitada, há grande variedade de dialetos regionais, alguns dos quais têm pouca inteligibilidade entre si. Tradicionalmente os dialetos atuais são divididos em cinco grandes grupos:
- Dialetos Norte-Orientais, que incluem as províncias Holanda do Norte, Holanda do Sul e Utrecht, além de grandes partes de Guéldria e das Ilhas Zelandesas.
- Dialetos Sul-Orientais, em Groninga, Drente, Overissel, e na parte oriental de Guéldria.
- Dialeto Central Meridional, na província do Brabante do Norte e regiões limítrofes do Limburgo e nas províncias belgas de Antuérpia, Brabante e Flandres Oriental.
- Dialetos Sul-Ocidentais, na província belga da Flandres Ocidental e na Flandres Zelandesa; a este mesmo grupo pertenciam até há pouco falados no extremo noroeste da França entre Dunquerque e Bailleul.
- Dialetos Ocidentais, na maior parte do Limburgo e na província do mesmo nome na Bélgica.

Os dialetos norte-orientais são às vezes chamados de saxão, os sul-orientais de francônio oriental, e supõe-se que os outros três grupos derivem do francônio ocidental. Os dialetos frisões atuais não estão incluídos nesta divisão pois são considerados de uma língua à parte.

## Gramática
O neerlandês possui três classes de vogais e ditongos: seis vogais que são curtas e estão sempre seguidas de uma consoante; dez vogais e ditongos que podem ser longos e precisam ser seguidos por uma consoante; uma vogal que aparece apenas em sílabas não tônicas. Ao contrário do que ocorreu com o inglês, cuja ortografia se manteve inalterada apesar da evolução da pronúncia, o neerlandês foi sujeito a uma série de reformas para se manter em linha com as mudanças na pronúncia. As principais inconsistências na pronúncia das vogais são as de ij e ei, que representam o mesmo ditongo, e a pronúncia de au e aw, que também representam o mesmo ditongo. As vogais livres se escrevem com letras duplas em sílabas fechadas, como vuur (fogo), boot (barco), mas com letras simples em sílabas abertas, como vuren (fogos), boten (barcos). Em contraste as vogais curtas sempre se escrevem com letras simples.
A língua neerlandesa possui as seguintes consoantes: oclusivas p, b, t, d, k; fricativas f, v, s, z, ch, g; nasais m, n, ng; abertas l, r; semivogais w, h, j.
As oclusivas sonoras e as fricativas b, d, v, z, g substituem as surdas p, t, f, s, ch respectivamente no final da palavra. A pronúncia mostra esses exemplos no caso de v e z (plural dieven ladrões, huizen casas, que no singular são dief ladrão, huis casa) mas que não ocorre no caso de b, d, g (plural ribben costelas, bedden camas, dagen dias, que no singular rib, bed, dag, pronunciadas rip, bet, dach.
A ordem da frase é sujeito, verbo e objeto, podendo ocorrer também complemento e verbo em orações subordinadas e verbo, sujeito e complemento na interrogação.
O acento tônico cai normalmente na primeira sílaba, não importando se os prefixos são fracos. Os substantivos se dividem nos de gênero comum, com artigo determinado singular de e os neutros com artigo determinado het. Para ambos os gêneros o artigo determinado plural é de e o indeterminado singular é een. O designador de plural é -en ou -s, como de vrouw (“a mulher”), plural de vrouwen; de prijs (“o preço”), plural de prijzen; de zoon (“o filho”), plural de zonen.
Os pronomes demonstrativos são dit (“isto”), plural deze; die, dat “esse”, plural die. Os pronomes interrogativos são wie? “quem?”, wat? “que?”, hoe? "como?", waar? "onde?", wanneer? "quando?", waarom? "porquê?", etc.
A numeração de 1 a 10: één*, twee, drie, vier, vijf, zes, zeven, acht, negen, tien; 20 twintig; 21 eenentwintig; 30 dertig; 40 veertig; 80 tachtig; 100 honderd.
O neerlandês possui voz ativa e passiva, modos indicativo e imperativo e dois tempos simples no indicativo: presente e passado.
- O acento agudo no "één", numeral, é usado para diferenciá-lo do "een", que é o artigo indefinido da língua neerlandesa.

## Fonologia

### Consoantes
O neerlandês possui uma estrutura silábica e um sistema consonantal que permitem encontros consonantais de certo nível de complexidade. Apresenta ensurdecimento de consoantes finais, como no alemão. Preservou, na maioria dos dialetos, as fricativas velares do protogermânico.

### Vogais
O neerlandês possui uma grande quantidade de vogais. Apresenta quantidade vocálica, mas muitos argumentam que não se trata de uma real distinção, já que os diferentes fonemas vocálicos também apresentam, em geral, mudança de qualidade, assim como no inglês.

## Influência na língua portuguesa
A língua neerlandesa legou alguns vocábulos para a língua portuguesa: iate (de jacht, através do inglês yacht), arcabuz (de hakebus, através do francês arquebuse), placa (do neerlandês médio placke, através do francês plaque), dique (de dijk), pôlder (de polder)  etc.